# Bratislava I
O Distrito de Bratislava I (em eslovaco Okres Bratislava I) é uma unidade administrativa (okres) de Eslováquia Ocidental, situado na região de Bratislava, com 44.798 habitantes (em 2003) e uma superfície de 10 km². 
Está rodeado pelos distritos de Bratislava II, Bratislava III, Bratislava IV e Bratislava V.

## Demografia
| Ano:        | 1994   | 2004    | 2014   | 2024    |
| ----------- | ------ | ------- | ------ | ------- |
| Broj ljudi: | 48 036 | 42 858  | 38 988 | 47 635  |
| Razlika:    |        | -10,77% | -9,02% | +22,17% |

| Ano:               | 2023   | 2024   |
| ------------------ | ------ | ------ |
| Número de pessoas: | 47 375 | 47 635 |
| Diferença:         |        | +0,54% |

1. 1 2  «Počet obyvateľov podľa pohlavia - obce (ročne) [om7102rr_obce=AREAS_SK]». Statistical Office of the Slovak Republic. 31 de março de 2025. Consultado em 31 de março de 2025